# Lady Robinhood
Lady Robinhood  é um filme mudo de 1925, do gênero drama dirigido por Ralph Ince, estrelado por Evelyn Brent, e com participação de Boris Karloff. O filme é inspirado em Robin Hood e Zorro. O filme é considerado perdido, mas uma cópia do trailer foi preservada pela Biblioteca do Congresso dos Estados Unidos.

## Elenco
- Evelyn Brent como Señorita Catalina / La Ortiga
- Robert Ellis como Hugh Winthrop
- Boris Karloff como Cabraza
- William Humphrey como Governador
- D'Arcy Corrigan como Padre
- Robert Cauterio como Raimundo